# Break the Ice (브리트니 스피어스의 노래)
"Break the Ice"는 미국의 가수 브리트니 스피어스의 5번째 음반 Blackout에 수록된 노래이다. 미국의 빌보드 핫 댄스 클럽 플레이 차트에서 1위를 하였다.

## 뮤직 비디오
"Break the Ice"의 뮤직비디오는 '로버트 헤일스'이 맡아 한국의 애니메이션 스타일으로 만들어졌다. 때문에 뮤직비디오에서 한글로 표기된 간판이 나오기도 한다. 뮤직비디오상의 브리트니도 역시 만화 캐릭터로 등장하는데, 짧고 검은 바디슈트와 무릎 높이의 검은 부츠를 입었고 첫 등장은 미래적인 도시의 한 건물 지붕에서 첫 등장을 한다. 또한 이 뮤직비디오는 유튜브에서 800만 조회수를 올린적이 있다.

## 트랙 리스트

### 유럽 CD싱글
1. "Break the Ice" — 3:16
2. "Everybody" — 3:18

### 유럽/오스트레일리아 맥시 싱글
1. "Break the Ice" — 3:16
2. "Break the Ice" (Kaskade Remix) — 5:28
3. "Break the Ice" (Tracy Young Mixshow) — 6:32
4. "Break the Ice" (Tonal Remix) — 4:52
5. "Break the Ice" (Music Video)

### 미국 디지털 EP
1. "Break the Ice" — 3:16
2. "Break the Ice" (Jason Nevins Rock Remix) — 3:16
3. "Break the Ice" (Kaskade Remix) — 5:28